# Illuminato Aiguino
Aiguino Illuminato, o anche Illuminato da Brescia (Orzivecchi (o Brescia), 1520 circa – ...  dopo il 1581), è stato un teorico della musica e francescano italiano.

## Biografia
Aiguino fu discepolo di Pietro Aaron, da lui chiamato «mio honorato & irrefregabile Maestro».
Seguì fedelmente gli insegnamenti di Aaron, mediandoli con le teorie di Giovanni Spataro e Marchetto da Padova.
Morì dopo il 1581, data in cui firma la dedicatoria del trattato  Il Tesoro Illuminato di tutti i Tuoni di canto figurato: «Il Signor Dio la conserui, e guardi da ogni male, che io humilmente inchinandomele le bascio le gratiose mani. Di Venetia, alli 26 d'Agosto 1581. Di V. S. Illustriss. et Reuerendiss. Humil Seruitore Frate ILLUMINATO AIIGUINO Bresciano dell'ordine Serafico d'osseruanza».
Aiguino fu noto per due trattati, Illuminata de tutti i tuoni di canto fermo, stampato a Venezia nel 1562, e Tesoro illuminato di tutti i tuoni di canto figurato, edito sempre a Venezia. Nel primo espose la teoria modale applicata al canto piano (canto fermo) e nel secondo ampliò l'argomento applicandolo alla polifonia (canto figurato).
Le argomentazioni di Aiguino difendono la teoria tradizionale, fondata sul sistema degli otto modi (octoechos), contro quella basata sui dodici modi, sostenuta da Glareano.

## Opere
- La illuminata di tutti i tuoni di canto fermo, Venezia,  1562
- Il tesoro illuminato di tutti i tuoni di canto figurato, Venezia, 1581